# شیگرو ناگاشیما
شیگرو ناگاشیما (انگلیسی: Chō؛ زادهٔ ۱۵ دسامبر ۱۹۵۷) صداپیشه، و بازیگر اهل ژاپن است. وی از سال ۱۹۸۴ میلادی تاکنون مشغول فعالیت بوده‌است.